# 97 Virginis
97 Virginis, eller MU Virginis, är en pulserande variabel av Gamma Doradus-typ (GDOR) i Jungfruns stjärnbild.
Stjärnan varierar mellan visuell magnitud +7,13 och 7,20 med en period av 0,76144 dygn eller 18,275 timmar.